# Гео Милев
Вижте пояснителната страница за други личности с името Гео Милев.
Георги Милев Касабов, известен като Гео Милев, е български поет и публицист, основен представител на експресионизма в българската литература. Заедно с други симпатизанти на левицата е убит от полицията по време на Априлските събития през 1925 г. Баща е на детската писателка Леда Милева.

## Биография
Гео Милев е роден на 15 януари 1895 г. в Радне махле (днес Раднево), в семейство на учителя и журналист Мильо Касабов и Анастасия Касабова. По-късно баща му се премества в Стара Загора, където през 1907 г. основава книжарница и издателство.

### Образование
Гео Милев учи в старозагорската гимназия (1907 – 1911). По онова време, дванадесетгодишен, съставя ръкописни вестници и сборници, които сам илюстрира, пише хумористични, патриотични и интимни стихотворения, превежда от руски език стихове на Александър Пушкин, Михаил Лермонтов, Николай Некрасов, Алексей Колцов, Афанасий Фет и други.
Следва романска филология в Софийския университет „Св. Климент Охридски“ (1911 – 1912), след което продължава образованието си в Лайпциг (1912 – 1914). Там слуша лекции по философия и пише дисертация върху поезията на Рихард Демел, която не успява да защити.
През декември 1913 г. в списание „Листопад“ се появяват първите му публикации – „Литературно-художествени писма от Германия“. През юли 1914 г., след началото на Първата световна война, заминава за Лондон, където се запознава с емигриралия белгийски поет Емил Верхарен. Върнал се отново в Германия, за да продължи образованието си, Гео Милев е заподозрян, че е английски шпионин и е арестуван в Хамбург от германската полиция. Поради липса на доказателства е освободен. Пристига в Лайпциг, но събитията го принуждават скоро да се прибере в България (1915).

### Творчество, 1915 – 1916 година
Отново в България, Гео Милев печата в ограничен тираж лиричните хвърчащи листове за Стефан Маларме, Рихард Демел, Пол Верлен, Емил Верхарн и Фридрих Ницше, които съдържат преведени от него стихове, като всеки лист е посветен на някого от младите поети символисти – Николай Лилиев, Димчо Дебелянов, Теодор Траянов, Людмил Стоянов и Николай Райнов. Гео Милев поема грижите около книжарницата на баща си, който е мобилизиран. През зимата на 1915 – 1916 г. заедно с Никола Икономов организира в Стара Загора театрална трупа, с която изнасят няколко представления.

### Участие в Първата световна война
През март 1916 г. Гео Милев е мобилизиран и изпратен в Школата за запасни офицери в Княжево. Оттам като старши подофицер е изпратен в 34-ти троянски полк, който е на позиция при Дойран. Назначен е за командир на разузнавателния апарат в града. На 29 април 1917 г. неговият пост е открит от англичаните и е подложен на артилерийски огън. Милев е тежко ранен в главата и загубва дясното си око.

### Берлин, 1918 – 1919 година
През февруари 1918 г. Гео Милев заминава със съпругата си за Берлин, за да бъде опериран, като остава там до март 1919 г. Въпреки петнадесет тежки операции, по време на престоя си посещава библиотеки, музеи, изложби, театри. Революционния кипеж в Германия, който има възможност да наблюдава, по-късно отразява в някои откъси от „Грозни прози“. В Берлин се запознава с новите явления в немската литература, свързва се с немски писатели и художници, превежда и печата в експресионистичните списания „Ди Акцион“ и „Дер Щурм“.

### София, 1919 – 1924 година
След като се завръща в София, Гео Милев издава списание „Везни“ (1919 – 1922), което се оформя като трибуна на символизма и експресионизма в България.
В започналото да излиза през януари 1924 г. списание „Пламък“ Гео Милев печата статии под надслов „Грозни прози“, поемата „Септември“, както и началото на поемата „Ад“.

### Преследването му като комунистически поет
Заради поемата „Септември“ книжка 7 – 8 на списанието е конфискувана, а Милев е даден под съд. През януари 1925 г. списанието е забранено. На 14 май 1925 г. заради поемата Гео Милев е осъден на 1 година тъмничен затвор, глоба от 20 000 лв. и лишаване от граждански и политически права за 2 години. Той решава да обжалва постановената присъда пред Апелативния съд, но на 15 май е извикан за „малка справка“ от полицията и изчезва безследно.
Според разпространената версия останките на Милев са открити през 50-те години на XX век в масов гроб край София (Илиянци) и са разпознати по изкуственото око, поставено по време на операциите в Германия. Белезите от насилие по останките и показанията на ген. Иван Вълков пред съда през 1954 г. сочат, че Гео Милев е удушен с тел.
Според това, което д-р Стефан Нейков – главен съдебно-медицински експерт в Клиниката по съдебна медицина и един от двамата експерти, подписали се за находките в Илиенския форт, споделя пред Никола Даскалов, на тях им били донесли череп с изкуствено око, за който им казали, че бил черепът на Гео Милев, но те го отхвърлили, понеже липсвала металната пломба от нараняването на черепа на Гео Милев. На въпроса въз основа на какви данни са решили, че това са скелети от 1925 г., отговорът му е: „така ни казаха“.

## Поезия
Гео Милев е известен най-вече с поемата си „Септември“, посветена на неуспешното, потушено Септемврийско въстание от 1923 г. Поемата комбинира литературно описание на събитието и участниците с чувствата на поета, упованието в бъдното (Ханаан) и постигането на тази социална справедливост, която търсят участниците във въстанието. Поемата има преводи на 18 езика. Дейвид Бейкли – редакторът на английското издание с поезия на Гео Милев, споделя: „Септември“ е може би най-великата епическа революционна поема на ХХ век, а Гео Милев е един от бележитите поети, свързани с експресионистичното движение в Централна и Източна Европа след Първата световна война“.

## Преводи
Обширното преводаческото дело на Гео Милев бележи началото на нов етап в развитието на българската култура. До него преводът, с твърде малко изключения, е обърнат към миналото, към класическото наследство, Милев го ориентира към съвремеността. Освен класически творби, той превежда поезия, която се твори в момента, открива начинаещи поети (Йоханес Бехер, Владимир Маяковски, Ернст Толер и др.); по същество прави не само превод, а и прогноза за поетично развитие и в този смисъл някои негови преводи имат ролята на резенция с литературно-критически профетизъм. Тази негова насоченост „озонира“ българския културен живот. Гео Милев има основна роля в новото поколение преводачи, с върховна грижа за музикалните, пластични черти, метриката, когато получава превес схващането, че преводачът е преди всичко поет.
Гео Милев отдава на поетическия превод голямо внимание, почти колкото на собствената си поезия. Диапазонът му на преводач е много широк, езиковата му подготовка е блестяща – борави свободно с немски, френски, английски и руски език, познава в подробности съответните литератури. Подготовката му и способността да интерпретира естетически и научно цели нови движения в изкуството и културата му позволява като преводач да прави най-точните интерпретации на стилови особености, качества, специфични особености на отедлните течения, преводите му са и естетически, и научно достоверни.
Според критиката никой друг български поет-преводач не е открил за публиката толкова много поетически явления, както Гео Милев (при това не само в неговата епоха) и няма нищо в съвременната му поетична култура, което да се е изплъзнало от вниманието му. В работата му се забелязва влияние от Ъптон-Синклеровата антология „Вик за правда“.

## Памет
Къщата, в която Гео Милев е живял в Стара Загора, е превърната в музей.
През февруари 2013 г. родната къща на поета в Раднево е откупена от община Раднево, чиято цел е да възстанови този исторически дом и да го отвори като музей.
В София един от източните квартали носи името на Гео Милев.
Част от архивите му се съхраняват във фонд № 26 на Българския исторически архив в Националната библиотека „Св. св. Кирил и Методий“.
На Гео Милев е наречен квартал „Гео Милев“ в София и една от главните улици в него (Карта).

### Поезия
- Жестокият пръстен (1920)[8]
- Панихида за поета П.К. Яворов (1922, второ издание 1924)
- Иконите спят: 5 вариации на народни песни (1922)
- Септември: поема (1924)

### Проза
- Експресионистично календарче за 1921 (1921)

### За деца
- При животните (1913)
- На полето и на двора (1914)
- Зората на живота (1925)

### Критика
- Театрално изкуство (1919)

### Други
- Ръководство за изучаване на немски език без учител (1916)